# Liberty (Carolina del Sud)
Liberty és una població dels Estats Units a l'estat de Carolina del Sud. Segons el cens del 2000 tenia 3.009 habitants.

## Demografia
Segons el cens del 2000, Liberty tenia 3.009 habitants, 1.267 habitatges i 881 famílies. La densitat de població era de 272,1 habitants/km².
Dels 1.267 habitatges en un 26,8% hi vivien nens de menys de 18 anys, en un 51,9% hi vivien parelles casades, en un 13,7% dones solteres, i en un 30,4% no eren unitats familiars. En el 27% dels habitatges hi vivien persones soles el 12,5% de les quals corresponia a persones de 65 anys o més que vivien soles. El nombre mitjà de persones vivint en cada habitatge era de 2,37 i el nombre mitjà de persones que vivien en cada família era de 2,86.
Per edats la població es repartia de la següent manera: un 23% tenia menys de 18 anys, un 7,9% entre 18 i 24, un 27,6% entre 25 i 44, un 23,5% de 45 a 60 i un 18% 65 anys o més.
L'edat mediana era de 39 anys. Per cada 100 dones de 18 o més anys hi havia 85,8 homes.
La renda mediana per habitatge era de 31.055 $ i la renda mediana per família de 37.656 $. Els homes tenien una renda mediana de 30.753 $ mentre que les dones 21.051 $. La renda per capita de la població era de 15.327 $. Entorn de l'11,1% de les famílies i el 13,3% de la població estaven per davall del llindar de pobresa.

## Poblacions més properes
El següent diagrama mostra les poblacions més properes.